# Les Glaciers grondants
Les Glaciers grondants est une pièce de théâtre de David Lescot créée en 2014 à La Filature (Mulhouse).

## Argument
Éric, écrivain, est contacté par Les Inrockuptibles pour écrire un billet littéraire sur le thème du changement climatique à l'occasion de la COP21. Ne connaissant que très peu le sujet et en panne d'inspiration, il part à la rencontre de spécialistes,.

## Distribution
- Steve Argüelles
- Anne Benoît
- DeLaVallet Bidiefono N'Kouka
- Éric Caruso
- Maxime Coggio
- Benoît Delbecq
- Marie Dompnier
- Ingrid Estarque
- Camille Roy
- Théo Touvet